# José Ricardo (ator)
José Ricardo Rodrigues, mais conhecido por José Ricardo (Lisboa, 9 de fevereiro de 1859 — Lisboa, 3 de agosto de 1925) foi um dos mais conhecidos atores portugueses de finais do século XIX e início do século XX, conhecido por "homem das mil caras".

## Biografia
José Ricardo Rodrigues nasceu a 9 de fevereiro de 1859, nas Escadinhas da Travessa do Chão do Loureiro, freguesia de São Cristóvão e São Lourenço, em Lisboa, filho do ator António Ricardo Rodrigues do Teatro Nacional D. Maria II, que tinha ascendência galega e de sua mulher, Maria da Soledade, naturais de Lisboa. Cedo se expôs ao "bichinho" dos palcos que o haveria de contaminar ainda criança. Com apenas 4 anos de idade participou como figurante na revista Melhoramentos Materiais do Actor Isidoro e aos 10 entrou em cena no mesmo palco, com uma pequena mas importante fala. Mas foi aos 12 anos que teve a sua primeira ovação, na peça Pátria de Victorien Sardou, ainda no Teatro Nacional.

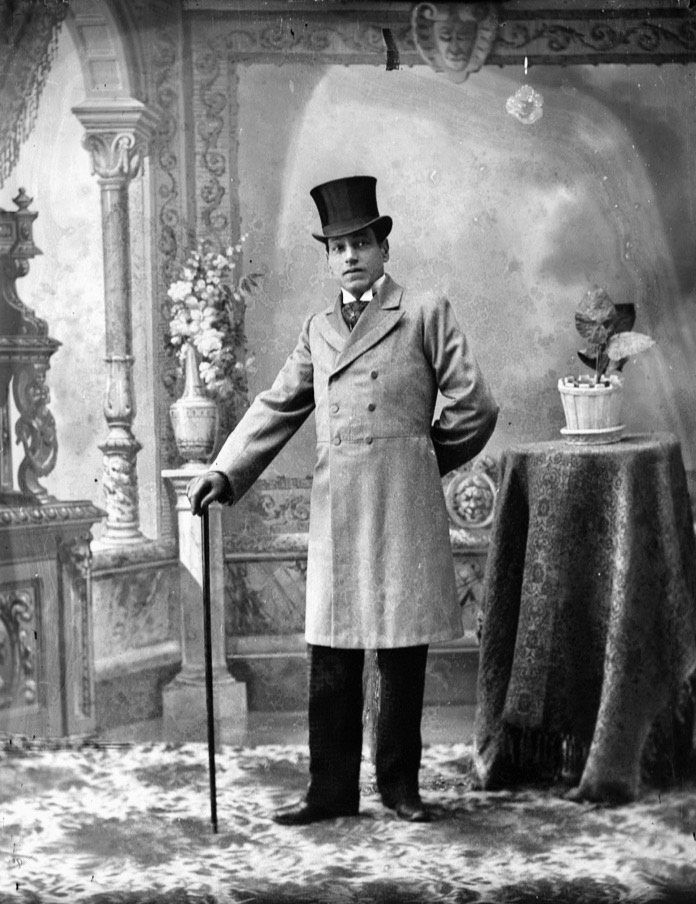
José Ricardo ainda jovem (Arquivo Municipal do Porto, Foto Guedes, década de 1880).

Estreou-se a 27 de janeiro de 1875 no Teatro Gymnasio, na comédia Taulo. Foi depois contratado por Emília Adelaide, com a qual percorreu as Províncias e Ilhas. Em seguida foi escriturado para o Teatro do Príncipe Real do Porto e mais tarde para o Teatro Baquet, em sociedade artística. Contratado por Alves Rente, nessa empresa esteve sete anos até que com Taveira e Santinhos se fez empresário do Teatro D. Afonso. Esteve vinte e quatro anos na cidade invicta, sendo ator e ensaiador nos vários teatros portuenses, uma das grandes vedetas da companhia de ópera cómica do Teatro Baquet, Teatro Carlos Alberto, Real Teatro de São João e, principalmente, no Teatro D. Afonso, que chegou a dirigir durante algum tempo. Depois veio para Lisboa, onde dirigiu o Teatro da Trindade, Teatro Apolo, Teatro Avenida e Teatro da Rua dos Condes.
Ultimamente representou no Teatro D. Amélia. Fez várias digressões ao Brasil, onde foi muito estimado. José Ricardo foi um magnífico ensaiador e como artista, além de ser engraçadíssimo, era muito inteligente, representando com a maior naturalidade e dispondo de grandes simpatias. O seu repertório é enorme em opereta, vaudeville. comédia, drama e revista, destacando-se em Sinos de Corneville, Testamento da Velha, Solar dos Barrigas, Burro do sr. Alcaide, El-rei damnado, Reino das Mulheres, Mascote, Homem das mangas, Velhos gaiteiros, Jockey à força, Casta Susana, Afonso VI, Conde de Luxemburgo, Mancheia de Rosas, Ingleses, Hora do amor, Lagartixa, Primeira causa, Rei, Santa Inquisição, etc.

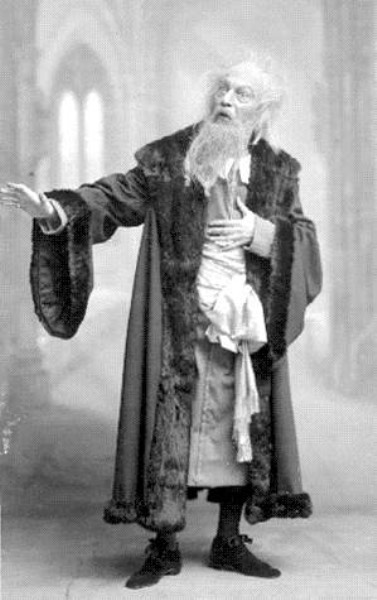
José Ricardo interpretando o personagem "Mossem Judas Navarro" na peça Santa Inquisição de Júlio Dantas (Arquivo Municipal de Lisboa).

No cinema, participou no filme mudo O Centenário de Lino Ferreira, em 1922, onde representou a personagem "Tio João".
A 27 de janeiro de 1925, foi-lhe prestada uma homenagem comemorativa dos seus 50 anos como ator teatral, no Teatro Nacional D. Maria II. Representou pela última vez na peça Tio da minh'alma, que esteve em cena de 4 a 29 de julho de 1925, tendo o ator falecido 5 dias depois do término.
Foi casado três vezes, tendo enviuvado das duas primeiras mulheres, sem nunca ter tido filhos. Ainda jovem casou-se com a atriz Maria das Dores Aço, natural de Silves e que faleceu com apenas 30 anos, na freguesia do Bonfim, no Porto, a 19 de junho de 1893. A segunda esposa, Adelaide dos Mártires Gouveia Coelho, natural de Lisboa e com quem casou a 8 de janeiro de 1896 na Igreja de São Julião, em Lisboa, faleceu com apenas 25 anos, na freguesia da Encarnação, na mesma cidade, a 29 de abril de 1901. Casou por fim, civilmente, em terceiras núpcias, a 28 de outubro de 1916, com a viúva Sabina Baptista Gonçalves, natural do Crato e que faleceu 5 anos depois do ator, a 26 de dezembro de 1930.
Às 4 horas e 30 minutos da madrugada de 3 de agosto de 1925, o ator José Ricardo falecia, aos 66 anos, vítima de arteriosclerose, em sua casa, o segundo andar esquerdo do número 45 da Rua da Alegria, freguesia de São José, em Lisboa, sendo sepultado em jazigo mandado erigir pela sua esposa, no Cemitério do Alto de São João, que apresenta um alto-relevo com o perfil do ator, podendo ler-se no epitáfio: "A meu marido o Actor José Ricardo última lembrança da tua Sabina".
O seu nome faz parte da toponímia de: Sintra (Rua Actor José Ricardo, na freguesia de Santa Maria e São Miguel) e Lisboa (Rua José Ricardo, na freguesia de São Jorge de Arroios).

## Filmografia
- O Centenário (1922) - "Tio João"[8]